# Абдул Халім Муадзам Шах
Абдул Халім Муадзам Шах (Аль-Мутасіма Біллаха Мухіббуддін Туанку Алхадж Абдул Халім Муадзам Шах ібні Аль-Мархум Султан Бадлішах малай. Almu'tasimu Billahi Muhibbuddin Tuanku Alhaj Abdul Halim Mu'adzam Shah Ibni Almarhum Sultan Badlishah; нар. 28 листопада 1927, Амак Букіт, Кедах — 11 вересня 2017) — султан малайзійського султанату Кедах з 13 липня 1958 і в листопаді 2011 був вперше в історії Малайзії обраний вдруге її Королем.